# Mézières-sur-Issoire (tổng)
Tổng Mézières-sur-Issoire là một tổng của Pháp tọa lạc tại tỉnh Haute-Vienne trong vùng Nouvelle-Aquitaine.

## Địa lý
Tổng này được tổ chức xung quanh Mézières-sur-Issoire trong quận Bellac. Độ cao khu vực này là 122 m (Bussière-Poitevine) đến 492 m (Montrol-Sénard) độ cao trung bình trên mực nước biển là 265 m.

## Hành chính
| Giai đoạn | Ủy viên            | Đảng | Tư cách                         |
| --------- | ------------------ | ---- | ------------------------------- |
| 2001-2008 | Jean-Claude Bonnet | s.e. | Thị trưởng Mézières-sur-Issoire |
| 2008-2014 | Jean-Claude Bonnet | s.e. |                                 |

## Phân chia đơn vị hành chính
Tổng Mézières-sur-Issoire được chia thành 9 xã và khoảng 3 671 người (điều tra dân số năm 1999 không tính trùng dân số).
| Xã                     | Dân số | Mã bưu chính | Mã insee |
| ---------------------- | ------ | ------------ | -------- |
| Bussière-Boffy         | 332    | 87330        | 87026    |
| Bussière-Poitevine     | 960    | 87320        | 87028    |
| Gajoubert              | 171    | 87330        | 87069    |
| Mézières-sur-Issoire   | 873    | 87330        | 87097    |
| Montrol-Sénard         | 226    | 87330        | 87100    |
| Mortemart              | 126    | 87330        | 87101    |
| Nouic                  | 487    | 87330        | 87108    |
| Saint-Barbant          | 370    | 87330        | 87136    |
| Saint-Martial-sur-Isop | 126    | 87330        | 87163    |

## Thông tin nhân khẩu
| 1962                                                     | 1968  | 1975  | 1982  | 1990  | 1999  |
| -------------------------------------------------------- | ----- | ----- | ----- | ----- | ----- |
| 4 737                                                    | 5 355 | 4 771 | 4 335 | 3 826 | 3 671 |
| Nombre retenu à partir de 1962 : dân số không tính trùng |       |       |       |       |       |